# Гахура
Гахура (пол. Gahura) — річка в Польщі, у Цешинському повіті Сілезького воєводства. Ліва притока Вісли, (басейн Балтійського моря).

## Опис
Довжина річки приблизно 2,94 км, найкоротша відстань між витоком і гирлом — 2 ,53 км, коефіцієнт звивистості річки — 1,17 . Формується декількома безіменними струмками і частково каналізована.

## Розташування
Бере початок на південно-східній стороні від гори Чанторії Великої. Спочатку тече на південний схід, потім переважно на північний схід і у місті Вісла впадає у річку Віслу.

## Цікаві факти
- Річка протікає територією Сілезьких Бескидів.
- У пригирловій частині річку перетинає автошлях 941.
- У місті Вісла на лівому березі річки на відстані приблизно 41 км розташована залізнична станція Вісла Облазец.